# Liścionosy
Liścionosy (Phyllostominae) – podrodzina ssaków z rodziny liścionosowatych (Phyllostomidae).

## Rozmieszczenie geograficzne
Podrodzina obejmuje gatunki występujące w krainie neotropikalnej.

## Systematyka
Do podrodziny należą następujące plemiona:
- Macrophyllini J.E. Gray, 1866
- Phyllostomini J.E. Gray, 1825
- Vampyrini Bonaparte, 1838

Opisano również wymarły mioceński rodzaj nie sklasyfikowany w żadnym z plemion:
- Notonycteris Savage, 1951